# 玛丽·安妮·曼奇尼
玛丽·安妮·曼奇尼，布永公爵夫人（法語：Marie Anne Mancini, duchesse de Bouillon，1649年—1714年6月20日），是法国枢密院首席大臣、红衣主教儒勒·马扎然的侄女，被指控参与了法国宫廷的投毒事件。